# OR51B6
OR51B6 (англ. Olfactory receptor family 51 subfamily B member 6) – білок, який кодується однойменним геном, розташованим у людей на короткому плечі 11-ї хромосоми. Довжина поліпептидного ланцюга білка становить 312 амінокислот, а молекулярна маса — 35 269.
| 10         |  | 20         |  | 30         |  | 40         |  | 50         |
| ---------- |  | ---------- |  | ---------- |  | ---------- |  | ---------- |
| MGLNKSASTF |  | QLTGFPGMEK |  | AHHWIFIPLL |  | AAYISILLGN |  | GTLLFLIRND |
| HNLHEPMYYF |  | LAMLAATDLG |  | VTLTTMPTVL |  | GVLWLDHREI |  | GHGACFSQAY |
| FIHTLSVMES |  | GVLLAMAYDC |  | FITIRSPLRY |  | TSILTNTQVM |  | KIGVRVLTRA |
| GLSIMPIVVR |  | LHWFPYCRSH |  | VLSHAFCLHQ |  | DVIKLACADI |  | TFNRLYPVVV |
| LFAMVLLDFL |  | IIFFSYILIL |  | KTVMGIGSGG |  | ERAKALNTCV |  | SHICCILVFY |
| VTVVCLTFIH |  | RFGKHVPHVV |  | HITMSYIHFL |  | FPPFMNPFIY |  | SIKTKQIQSG |
| ILRLFSLPHS |  | RA         |  |            |  |            |  |            |

A: Аланін

C: Цистеїн

D: Аспарагінова кислота

E: Глутамінова кислота

F: Фенілаланін

G: Гліцин

H: Гістидин

I: Ізолейцин

K: Лізин

L: Лейцин

M: Метіонін

N: Аспарагін

P: Пролін

Q: Глутамін

R: Аргінін

S: Серин

T: Треонін

V: Валін

W: Триптофан

Кодований геном білок за функціями належить до рецепторів, g-білокспряжених рецепторів, білків внутрішньоклітинного сигналінгу. 
Локалізований у клітинній мембрані.